# Strumpfhose

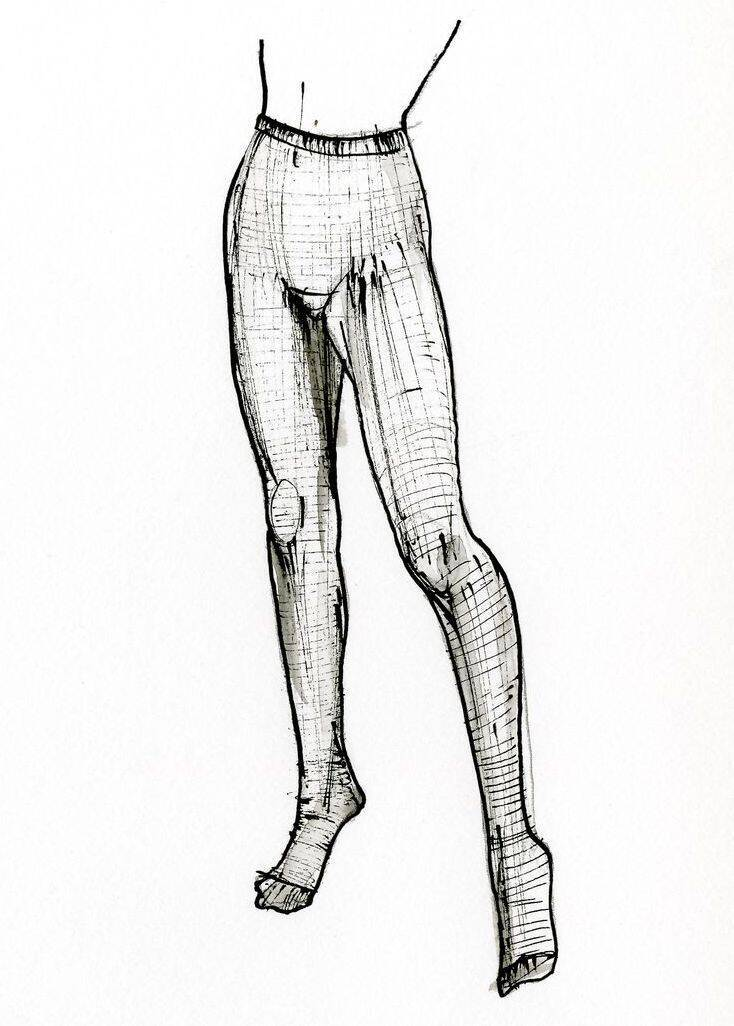
Strumpfhose

Die Strumpfhose ist ein einteiliges Beinbekleidungsstück, das den Körper hauteng von der Taille abwärts bedeckt. Sie wird über Fuß, Bein und Unterleib wie ein Strumpf angezogen und ist meist gewirkt oder gestrickt.

## Geschichte

### Frühformen

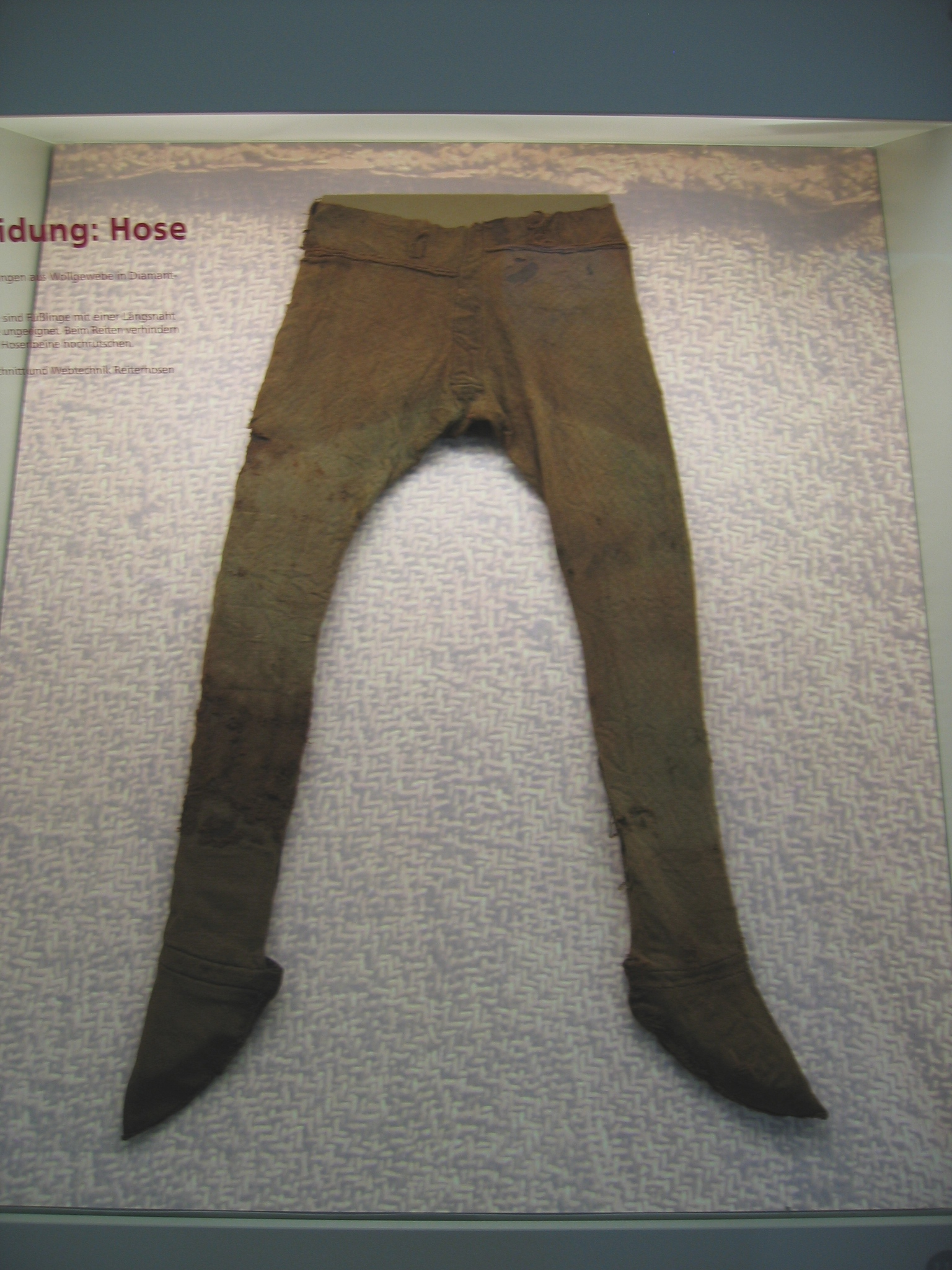
Reithose, sogenannte Thorsberg-Hose, aus dem Thorsberger Moor in Schleswig-Holstein, ca. Mitte des 4. Jahrhunderts.

Strumpfhosenähnliche Hosen wurden bereits von Reitervölkern wie den Skythen, Sarmaten und Dakern zum Reiten getragen, aber auch von Chinesen und Mongolen. Das bislang älteste Exemplar einer Reithose wurde als Teil einer Grabausstattung im Yanghai-Gräberfeld in der Nähe von Turfan gefunden und auf das Ende des 2. Jahrtausends v. Chr. datiert. Ein deutsch-chinesisches Team, das die gewebten Wollhosen im Rahmen des Silk-Road-Fashion-Projekts untersuchte, fand heraus, dass die Hosen aus drei Teilen bestehen, zwei Beinteilen und einem gestuften Zwickelteil. Für die Herstellung wurde der Stoff nicht zugeschnitten, sondern maßgewebt. Mit der Thorsberg-Hose wurde auch in Schleswig-Holstein eine strumpfhosenähnliche gewebte Wollhose wohl aus dem 4. Jahrhundert gefunden.

### 14. bis 19. Jahrhundert

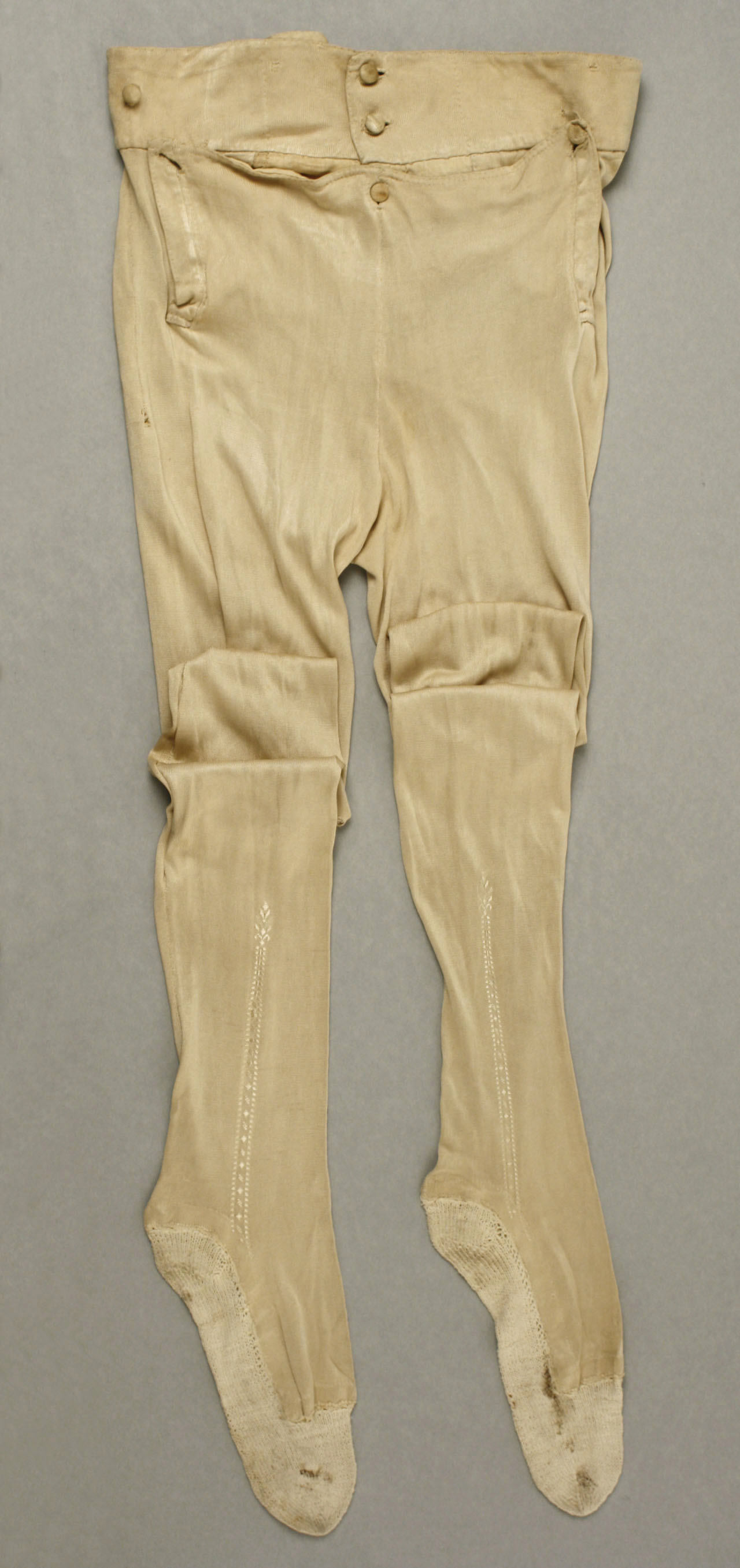
Strumpfhosen aus Seide, Italien, frühes 19. Jahrhundert, New York, Metropolitan Museum of Art.

Im Mittelalter und der Frühen Neuzeit trugen Männer Beinlinge, also Strümpfe, die am Gürtel befestigt wurden. Weil im Laufe des 14. Jahrhunderts die Röcke der Männer, genannt Schecken, immer kürzer getragen wurden, verlängerten sich die Strümpfe bis über die Oberschenkel und wurden an das Wams genestelt. Im späten 14. und 15. Jahrhundert wurden die Beinlinge durch einen dazwischengenähten Latz und Zwickel zu einer strumpfhosenähnlichen Hose kombiniert, zunächst allerdings nur in den reicheren Schichten. Dieses Kleidungsstück bestand häufig aus Scharlach und die Beinteile waren unterschiedlich farbig. In Alpirsbach hat sich eine solche Hose erhalten, die auf um 1500 datiert wird. Im 16. Jahrhundert wurden die Strümpfe wieder von der Hose (Heerpauke) getrennt, aber an diese angenestelt. Im Verlauf des Jahrhunderts kamen auch gestrickte Strümpfe auf. Diese waren auch als „Tricothosen“ bekannt, wobei ihre Feinheit und ihr Schimmer wichtige Details der Mode waren. Aus dieser Zeit ist eine Seidenstrumpfhose als Geschenk des spanischen Hofes an Heinrich VIII. überliefert.
Als Anfang des 17. Jahrhunderts die Hosen knielang wurden, wurde auch das Annesteln unnötig. Erst Ende des 18. Jahrhunderts kehrte die Strumpfhose – immer noch als Männerkleidungsstück – unter dem Namen Pantalons wieder, allerdings als Unterkleidung, so dass nur das Vorhandensein von Fußteilen sie von langen Unterhosen unterschied. Mit Aufkommen des Chemisenkleids in den 1790er Jahren wurden sie in Europa erstmals auch von Frauen getragen.

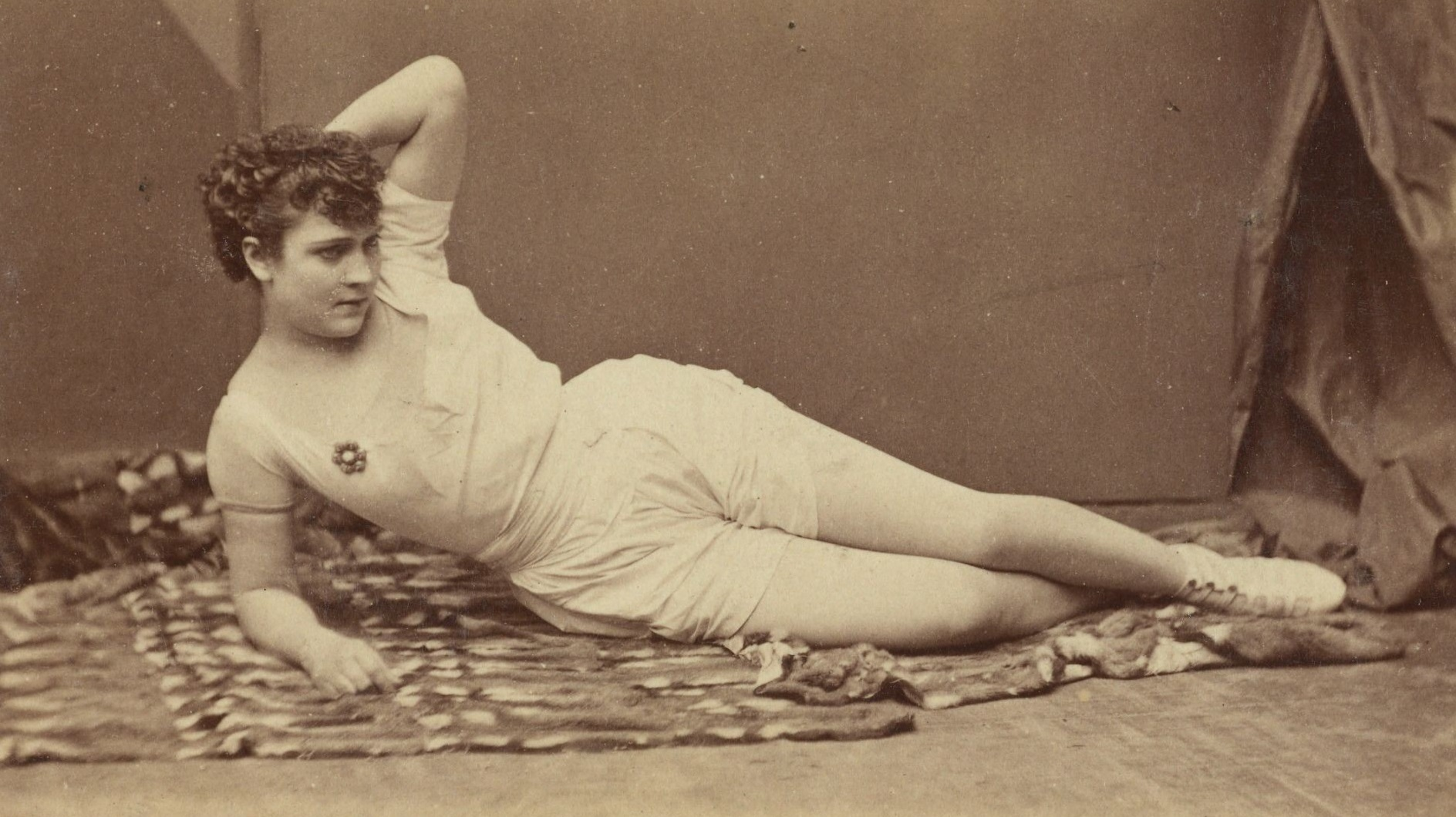
Adah Isaacs Menken (1868 oder früher) mit erkennbarem Bodystocking unter ihrer Oberbekleidung

Auf 1800 datierte Pantalons für Kinder bedeckten die Füße und gingen etwa bis zum Hals, wo sie mit durch Knöpfe verstellbaren Schulterträgern gehalten wurden. Mit einem solchen fast den ganzen Körper bedeckenden Gewand sorgte Adah Isaacs Menken bereits 1861 für Aufsehen, als sie damit einen nackten Mann darstellte. Bis zur Jahrtausendwende wurde hierfür auch die Bezeichnung Bodystocking, englisch für Körperstrumpf, üblich.
Das Wort Pantalon selbst wurde im Amerikanischen ab 1835 zu pants und bedeutet heute Hose. Die Verkleinerungsform panty bedeutet Höschen bzw. Unterhose.
1887 meldete Simon T. Sutton in Amerika sein Patent für ein knit lower garment (gestricktes Kleidungsunterteil) aus zwei rundgestrickten Beinteilen und Zwickel an. Laut diesem kann es als drawers (Unterhose) ohne Fußteil oder als full tights mit Fußteil gefertigt werden. Letzteres wurde hauptsächlich von Bühnendarstellern verwendet.

### Erste Hälfte des 20. Jahrhunderts
In diesen Jahren gab es mehrere amerikanische Filmproduktionen mit „Tights“ in Titel und Bild. Ob transparente Varianten schon um die Jahrhundertwende existierten oder nur den Vorstellungen der Schöpfer des Gemäldes La femme aux fleur und der Filme Rio Bravo so wie Mother Wore Tights entsprangen, ist unbelegt. Zudem gab Ann Miller an, dass transparente Strümpfe noch Ende der 1930er an die Höschen der Tänzerinnen genäht wurden. Sie bat den Strumpfhersteller Willis of Hollywood darum, die bereits für Ballerinas produzierten Tights seidig wie die Strümpfe herzustellen. Für Willis war diese einfache Lösung lukrativ, während Miller leer ausging.
Nach einer der größten Werbekampagnen der Konsumgeschichte brachte Du Pont am 15. Mai 1940, dem „Nylon Day“, Nylonstrümpfe auf den Markt.

### 1950er Jahre
Mit Aufkommen des rundgewirkten, nahtlosen Feinstrumpfs Mitte der 50er Jahre sanken die Verkaufszahlen von Strümpfen mit Naht rapide. Die Firma Glen Raven ging deswegen dazu über, Strumpfhosen (tights) mit Beinnaht für Damen und Mädchen aus dickerem Nylon herzustellen. Dies gab Geschäftsführer Allen Gant die Möglichkeit, die 1953 geäußerte Bitte seiner Ehefrau Ethel zu erfüllen: ein Damenkleidungsstück mit transparenten Beinen wie normale Strümpfe, aber als Schlauchware (hose) und Schlüpfer in einem Stück. Nach rund einer Woche von Versuchen konnten die ersten Teile mit transparenten Beinen und Höschenteil mit 40 den gefertigt werden. Im Zuge der Patentanmeldung als PantiTights im Frühling 1959 wurde festgestellt das jemand anderes bereits eine ähnliche Idee hatte und sich die alternative Bezeichnung panty hose nicht markenrechtlich schützen ließ, da zu generisch. So kam Ravens Produkt 1959 als PantiLegs auf den Markt. Der Garnhersteller Chemstrand veröffentlichte bereits im November 1958 mehrere aufwendig gemusterte Produkte, darunter eine vergleichsweise simple Strumpfhose mit transparentem Bein, blickdichtem Höschenteil und Zwickel mit der Bezeichnung leotard-stockings. 1956 hatte bereits Ernest Rice ein mit Raven vergleichbares Patent eingereicht, das 1958 genehmigt wurde und zu Rechtsstreitigkeiten führte. Als Begründung zur Aberkennung seines Patents wurde angeführt, dass dies eine vorhersehbare Weiterentwicklung war und sich ohne Zwickel kein Höschen bilden ließe. Hierzu wurde auch Suttons Patent herangezogen. Rice starb, bevor die Gültigkeit seines Patents gerichtlich bestätigt wurde.

### 1960er Jahre

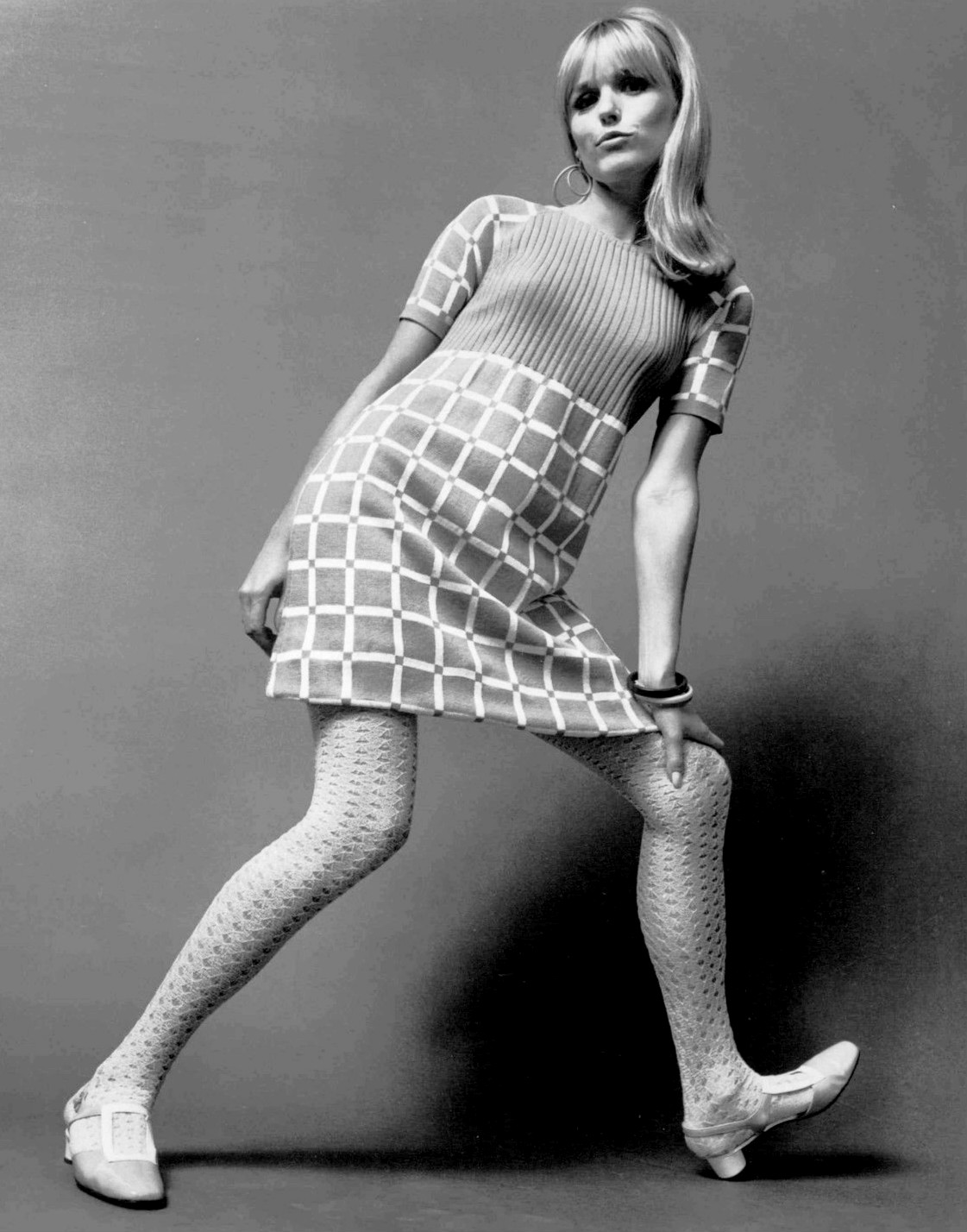
Model in Strumpfhose, 1967.

Die Strumpfhose setzte sich in den folgenden Jahren schnell durch und wurde als Massenprodukt beworben. Bereits 1966 betrug der Anteil der Strumpfhose an der gesamten Nylonstrumpferzeugung 77 %, zwei Jahre später war der Anteil auf 85 % angestiegen. Die Nylonstrumpfhose löste zur Zeit des Minirocks die bis dahin üblichen Nylonstrümpfe mit Strumpfhalter und Hüftgürtel weitgehend ab.
Neben Nylon war auch das chemisch verwandte Perlon in Gebrauch. Nylonstrumpfhosen wurden schnell zum Massenprodukt in den westlichen Staaten, im Ostblock waren sie dagegen noch lange ein knappes Gut, so auch in der DDR. Hier wurde das mit Perlon identische Dederon verwendet.
Etwa zur gleichen Zeit kamen verstärkt Strickstrumpfhosen auf den Markt. Sie sind seitdem insbesondere ein weit verbreitetes Kleidungsstück für Kinder. Sie werden unter Röcken und Kleidern oder in der kälteren Jahreszeit unter langen Hosen getragen. Manche Jungen trugen in den 1960er Jahren Strickstrumpfhosen auch in Verbindung mit kurzen Hosen. Die Strumpfhose ersetzte hier Wollstrümpfe, besonders bei kühler Witterung.

### 1970er und 1980er Jahre
Mit Abflauen der Begeisterungswelle für Hotpants zu Beginn der 1970er sowie Ablösung der Minimode zunächst durch Midi- und Maxi-Kleider und zunehmender Akzeptanz langer Hosen in der Frauenmode verloren Strumpfhosen weitgehend ihren „modisch chic“-Status und wurden zum allgemeinen Gebrauchsgut. Unter langen Hosen wurden im Winter wärmende Strickstrumpfhosen getragen. Auch Strumpfhosen mit Frottéesohle bzw. Frottée-Einsätzen im Knie- und Gesäßbereich waren in den 1970er Jahren auf dem Markt, diese Jahre gelten als Hochzeit der Strickstrumpfhose. In den 1970er Jahren kamen mit der zunehmenden Verbreitung des Körperbewusstseins Nylonstrumpfhosen mit höherer Garnstärke in Mode, die stützende oder figurformende Wirkung boten. Ende der 80er Jahre wurde durch die Popkultur, mit Künstlern wie Madonna oder Prince, Strumpfhose ohne Fuß mit meist genähtem Beinteil aus dickem Stoff oder Spitze unter dem Namen Leggings – populär.

### 1990er Jahre bis heute
Zu Beginn der 1990er wiederholte sich kurzzeitig der modische Trend der Kombination von Strumpfhosen mit kurzen bis halblangen Hosen bei Frauen. Mitte der 1990er kamen für Frauen auch Strickstrumpfhosen mit (oft buntem) Ringelmuster auf. Wenngleich Strickstrumpfhosen weiterhin viel von Kindern getragen wurden und werden, befreiten sie sich dadurch zeitweilig von ihrem Image als Kinderstrumpfhose oder wärmende Unterwäsche und wurden zu einem modischen Accessoire.
An Stelle von Strumpfhosen wurde nun auch häufiger Funktionsunterwäsche als wärmende Unterbekleidung angeboten und getragen. Zu Röcken, Kleidern und Hotpants wurden Strumpfhosen weiterhin als modisches Accessoire getragen und – ermöglicht durch die technische Verbesserung – Muster wurden beliebt. Die Stärken variieren von 15 bis 100 den. Zum Ende der 2000er Jahre kamen für Damen Longpullover für Herbst und Winter in Mode, welche mit Feinstrumpfhosen etwa über 60 den oder frottierten Thermostrumpfhosen getragen wurden.
2017 kamen wieder Netzstrumpfhosen in Mode, die meist durch die Löcher von zerrissenen Jeans schienen oder auch den Bauch von dem auf Hüfte sitzenden Bund der Jeans bis zur Taille zierten. Modevorbild für die hautfarbenen Nylonstrumpfhosen wurde in diesem Jahrzehnt Kate Middleton. Insgesamt ging der Trend jedoch hin zum nackten Bein, während Strümpfe in Hauttönen als altmodisch galten.

## Herstellung und Garnfeinheit
Strumpfhosen werden seit der Mitte des 20. Jahrhunderts überwiegend fabrikmäßig maschinell rundgewirkt, wodurch sie anfällig für Laufmaschen sind.
Die Feinheit des bei der Herstellung einer Feinstrumpfhose verwendeten Garns wird in den Einheiten Denier (den) und Dezitex (dtex) angegeben, wobei die traditionellere Angabe den in Deutschland immer noch weit verbreitet ist. Obwohl beide Nummerierungen als Maß für die Durchsichtigkeit des Beinteils benutzt werden, geben sie eigentlich das Gewicht eines Garns bezogen auf die Länge an und werden stets ganzzahlig angegeben. Tatsächlich wird die Transparenz durch die Maschenweite bestimmt, die sich je nach Dehnung am Körper verändern kann. So sind Stützstrumpfhosen mit 140 Denier auch in durchsichtigen Varianten erhältlich. Die Denier-Werte üblicher Feinstrumpfhosen liegen etwa zwischen transparenten 15 den und wärmeren, blickdichten 80 den. Extreme wie 3 den oder 150 den sind selten anzutreffen. Sofern nicht separat angegeben, bezieht sich die angegebene Stärke auf das Beinteil. Verstärkungen können doppelt gearbeitet, andere Bereiche aber auch feiner gewirkt sein.

## Aufbau der Strumpfhose

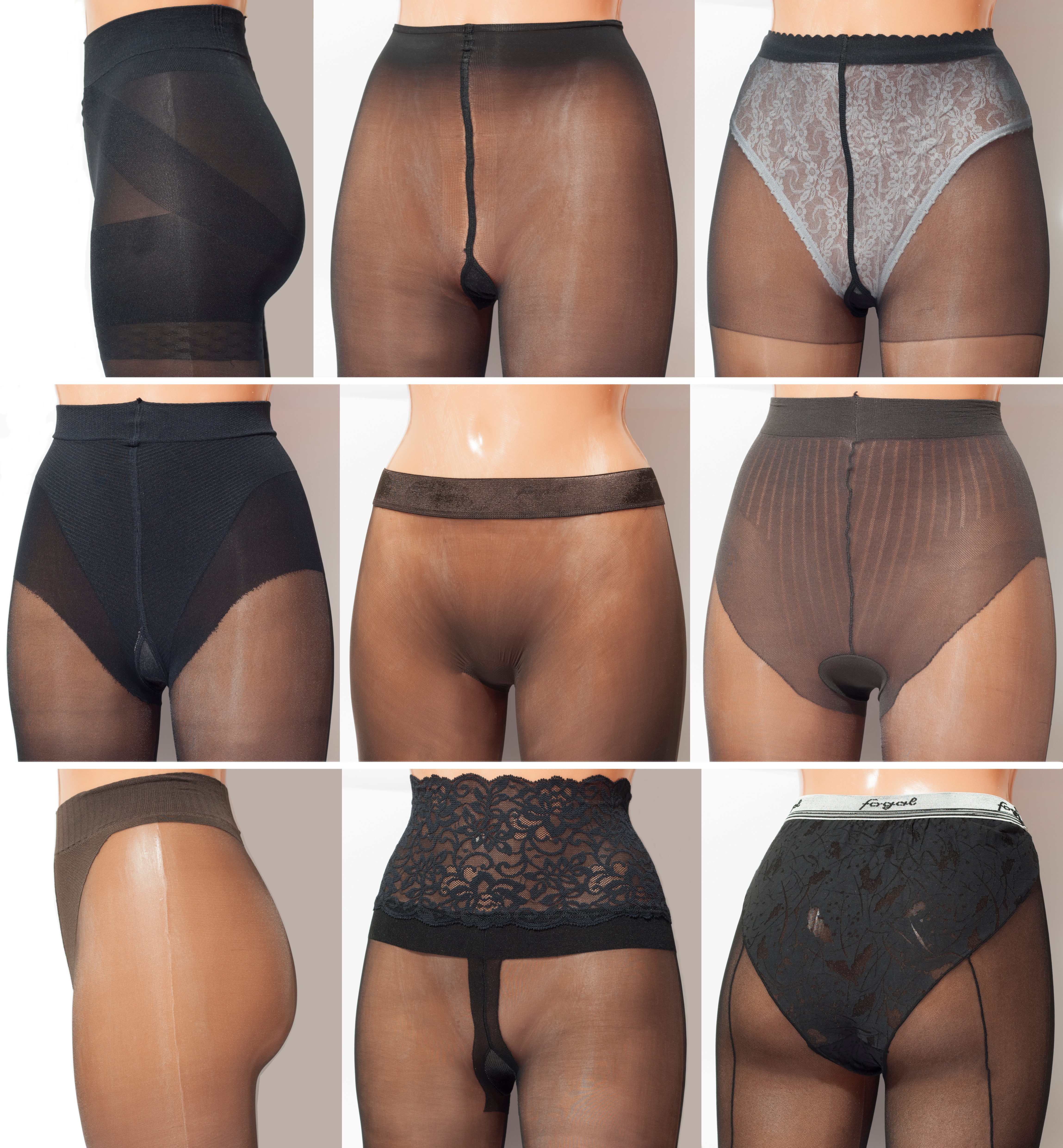
Figurformende, unverstärkte und einfache Höschenteile der Strumpfhose. Vom Gewöhnlichen oben bis zum Seltenen unten.

Durchwandlung verschiedener Schnittmuster von Strumpfhosen aus rundgestrickten Rohlingen

Die einfachste und damit billigste Variante besteht darin, zwei Strumpfschläuche oberhalb der Schenkel aufzutrennen und entlang der beiden Schnittkanten zusammenzunähen. Darüber hinaus gibt es noch andere Einzelteile oder Schnittmuster zur Herstellung.

### Strumpf- und Höschenteil
In beiden Strumpfschläuchen, welche Bein- und Höschenteil bilden, lassen sich eine Vielzahl an Materialien und Mustern einweben.
- Markierung des Höschenteils durch optisches Absetzen mit haltbarerer Verstärkung des Höschenteils bei Feinstrumpfhosen oder glatt gestrickte Bereiche gemusterter Strickstrumpfhosen als Boxer, Formhöschen oder Slip.
- In der Optik von Strümpfen und auch sämtliche Verzierungen, wie sie bei echten Strümpfen auch zu finden sind.
- Verstärkung der Zehenspitzen gegen Laufmaschen. Verstärkung der Mittelnaht und Griffkante als T-Band.
- Einweben von Baumwolle, um Schweiß besser aufzunehmen oder um besser zu wärmen.[27]

Ein Nebeneffekt beim Einweben von zusätzlichen oder dickeren Materialien ist das Verringern der Dehnbarkeit, was beim Höschenteil mögliches Rutschen verhindern und bestimmte Partien wie Bauch und Gesäß formen kann, aber auch an Übergängen und Abschlüssen zum Einschneiden führen kann. Abhilfe verschaffen Auffächerungen in feinen Musterungen an den Übergängen oder eine asymmetrische Stricktechnik.

### Zwickel
Der in dieser Form auch bei Schlüpfern und Leggings zu findende Zwickel ist ein optionaler Einsatz zum Dehnungsausgleich und Verbesserung der Passform zwischen den Beinteilen welcher mit z. B. Baumwolle versehen Slipeinlagen entbehrlich machen kann.

### Nähte
Die günstigsten Modelle sind im Höschenteil mit Rollnähten ausgeführt, die höchstwertigen mit Flachnähten, die am Rücken länger für mehr Dehnbarkeit am Gesäß sein können. Selten sind auch flache geklebte Nähte. Im Zehenbereich sind immer Nähte zu finden, können aber unterhalb der Zehenspitzen platziert sein.
Darüber hinaus gibt es nahtlose Strumpfhosen. Oft ist diese Form bei Netzstrumpfhosen und Feinstrumpfhosen der Premiummarken zu finden. Bei diesen Strumpfhosen sind nur am Annähbund, den Zehenspitzen und um den optionalen Zwickel Nähte vorhanden. Bei Feinstrumpfhosen kann der Zwickel sogar nahtlos eingewebt sein. Bei Garnstärken über 80 den, wie zum Beispiel bei Strickstrumpfhosen, ist eine nahtlose Verarbeitung nicht möglich.

### Bund
Dieser kann bereits in verschiedener Ausführung in die Strumpfschläuche eingewebt sein oder erst nachträglich angenäht werden. Letztgenannter Annähbund ist bei nahtlosen Strumpfhosen aus technischen Gründen Standard. Dieser kann mehrere Zentimeter breit auch aus Spitze bestehen. Andere Bundlösungen bestehen darin, einen breiten Teil lediglich mit zusätzlichem Elastan zu verstärken und den oberen Abschluss der Strumpfschläuche während der Produktion mit einem Laser zu schneiden und gleichzeitig gegen Auftrennen zu verschweißen.

### Zusätzliche Ausstattung
Manche Strumpfhosen bieten zusätzliche Ausstattungen, beispielsweise Eingriffe bei Männerstrumpfhosen. Das weibliche Gegenstück in Form von zwei überlappenden, jeweils nur auf einer Seite vernähten Baumwollzwickeln ist seltener. Dieses ist bei figurformenden Modellen anzutreffen, welche bis unter die Brust reichen, um den ganzen Bauch abzudecken und nicht in die Taille einzuschneiden. Hier kann der Bund auch mit einer Silikonbeschichtung wie bei halterlosen Schenkelstrümpfen oder mit Schulterträgern vom Herabrutschen abgehalten werden.

## Arten von Strumpfhosen

### Feinstrumpfhosen
Feinstrumpfhosen bestehen zumeist aus Mikrofasern wie Nylon, Polypropylen, Elastan (auch bekannt unter den Markennamen Lycra oder Spandex), Meryl, aber auch Seide wird verwendet. Durch neue Technologien ermöglicht, wurden auch mit natürlichen Essenzen wie Ginkgo, Aloe vera, Ginseng behandelte Strumpfhosen produziert, die die Haut pflegen und müden Beinen vorbeugen sollten. Die Wirkung geht nach mehreren Waschgängen verloren.
Feinstrumpfhosen sind in unterschiedlichen Garnstärken erhältlich, so dass sie sowohl fast transparent als auch blickdicht hergestellt werden können. Eine Feinstrumpfhose besteht aus etwa zwei Millionen Maschen, etwa fünf bis sechs Kilometer Garn werden für ihre Herstellung benötigt.
In der Werbefotografie werden insbesondere schwarze Nylonstrumpfhosen eingesetzt, weil sie die Körperformen betonen. Um die gewünschte Wirkung zu erzielen, wird der Glanzeffekt technisch verstärkt oder die Bildkomposition angepasst.

### Glanzstrumpfhosen

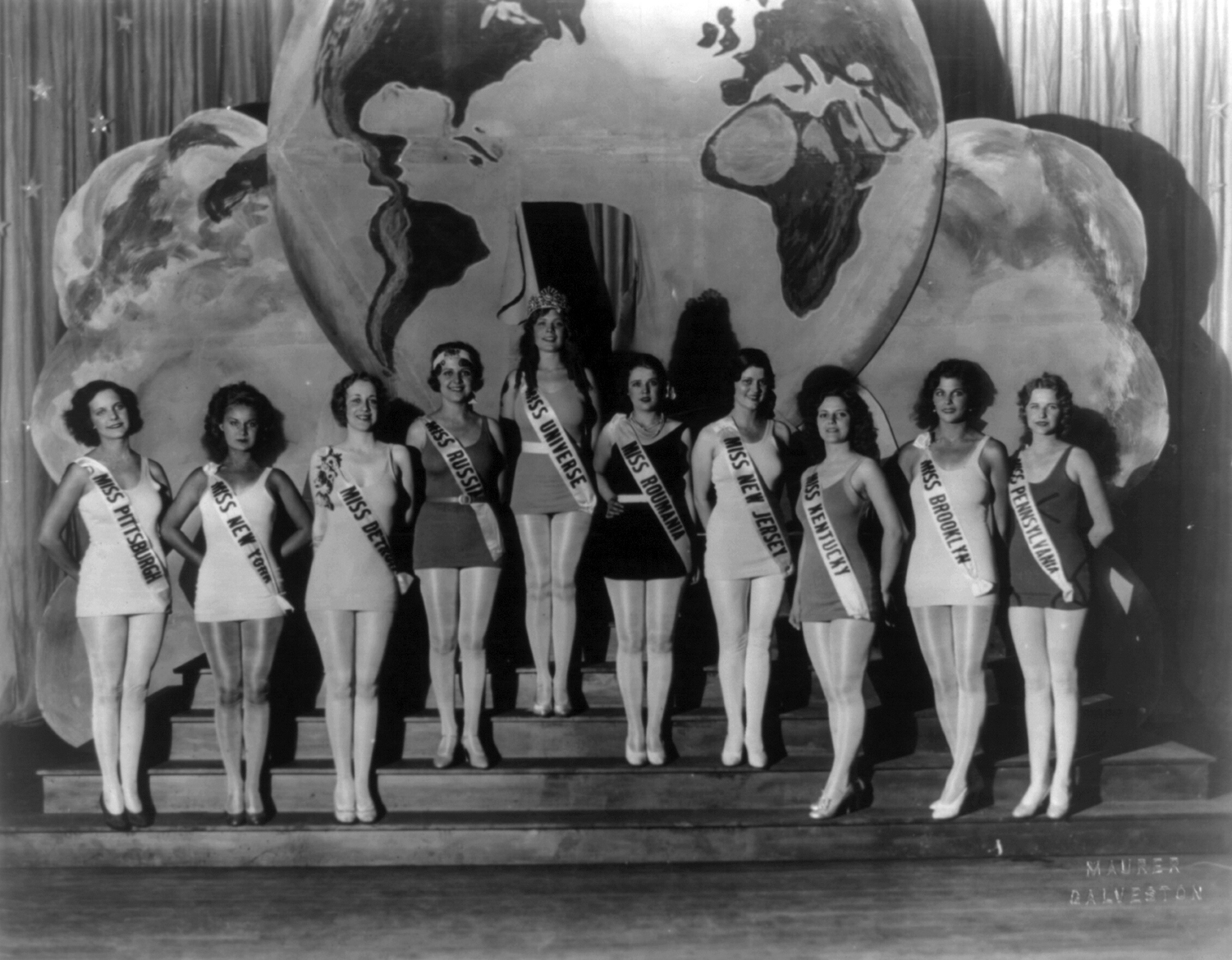
Teilnehmerinnen eines Schönheitswettbewerbs in Glanzstrumpfhosen, Galveston, 1930.

Unter Glanzstrumpfhosen versteht man eine meist stark glänzende Strumpfhose, wie sie zum Beispiel im Tanzsport getragen wird. Da diese Strumpfhosen bei diesen Sportarten häufig stark beansprucht werden, sind sie sehr widerstandsfähig gegen Laufmaschen und andere Beschädigungen. Die meisten Modelle sind in dunklen Hauttönen mit Garnfeinheit von 70 bis 90 den und Schrittzwickel aus Baumwolle oder auch Coolmax erhältlich.

### Strickstrumpfhosen
Strickstrumpfhosen werden aus dickeren, gesponnenen Garnen hergestellt als Feinstrumpfhosen, meistens aus Baumwolle oder Wolle mit einer Beimischung von Synthetikfasern wie zum Beispiel Elastan, das die Strumpfhose dehnbar macht. Sie werden mit speziellen Strickmaschinen hergestellt. Strickstrumpfhosen sind dicker und wärmer als Feinstrumpfhosen, die üblicherweise gewirkt werden. Es gibt sie sowohl glatt gestrickt als auch mit strukturierter Oberfläche (unterschiedlich breit gerippt oder mit Zopfmuster).

### Netzstrumpfhosen

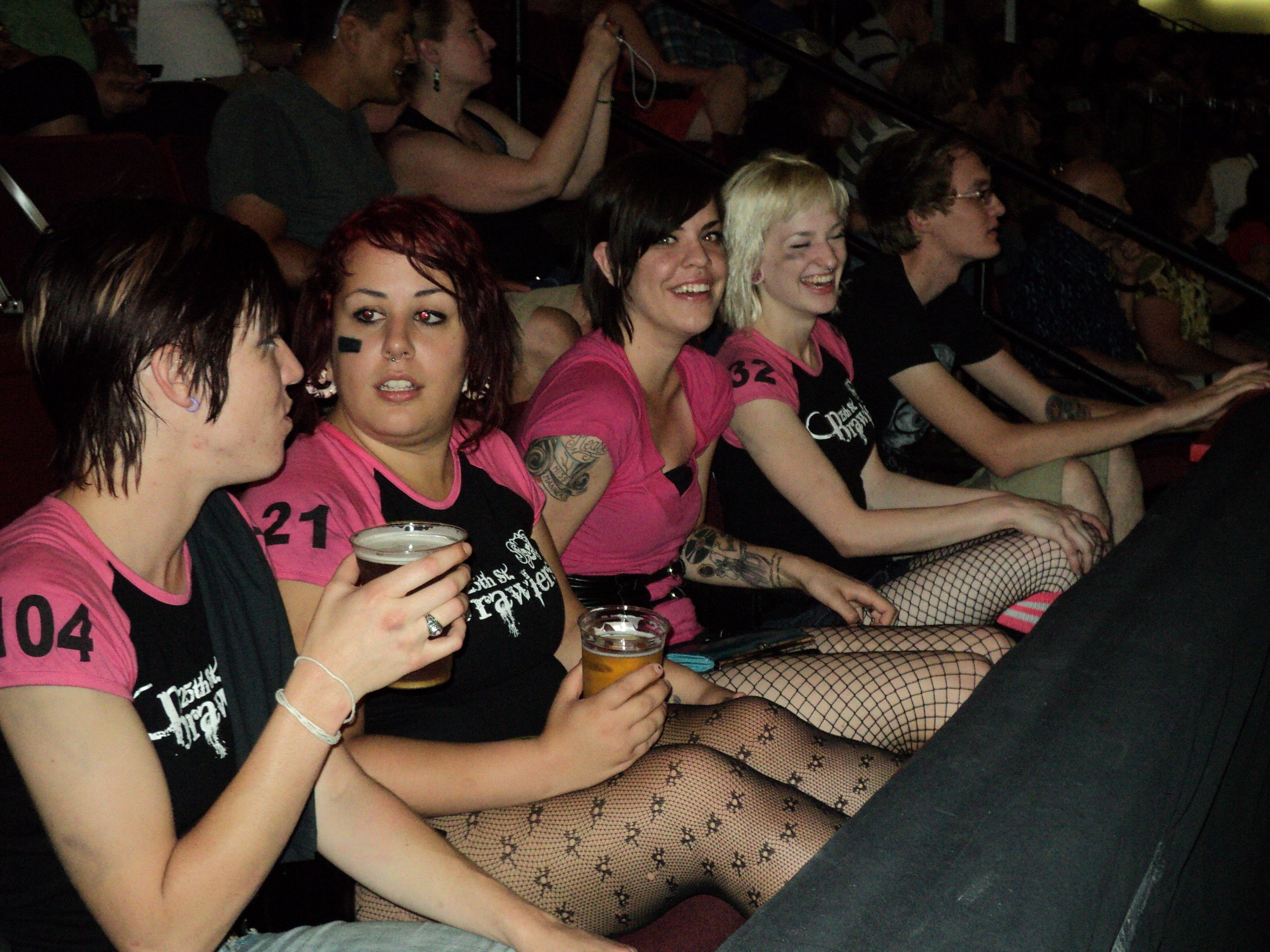
Frauen bei einem Roller Derby in Strumpfhosen mit verschiedenen Texturen, darunter Netzstrumpfhosen, Boise, Idaho, 2010.

Netzstrumpfhosen, oder auch Ajour-Strümpfe, haben eine netzartige, löchrige Struktur. Sie sind meist nahtlos gearbeitet und haben nur eine Zehenverstärkung. Analog zum Netzstrumpf werden sie, vor allem mit weiten Maschen oder auch Rücknähten am Bein, mit Erotik in Verbindung gebracht.

### Stütz- und Kompressionsstrumpfhosen
Kompressionsstrümpfe oder -strumpfhosen werden häufig von Patienten mit Venenleiden oder Lymphödemen getragen, oder zur Vorbeugung von Thrombose. Sie sind besonders fest und üben dadurch einen definierten Druck auf die Beine aus. Dieser Druck ist bei Kompressionsstrumpfhosen stärker (etwa 3 kPa) als bei Stützstrumpfhosen (etwa 1 kPa).

### Sonstige Strumpfhosen

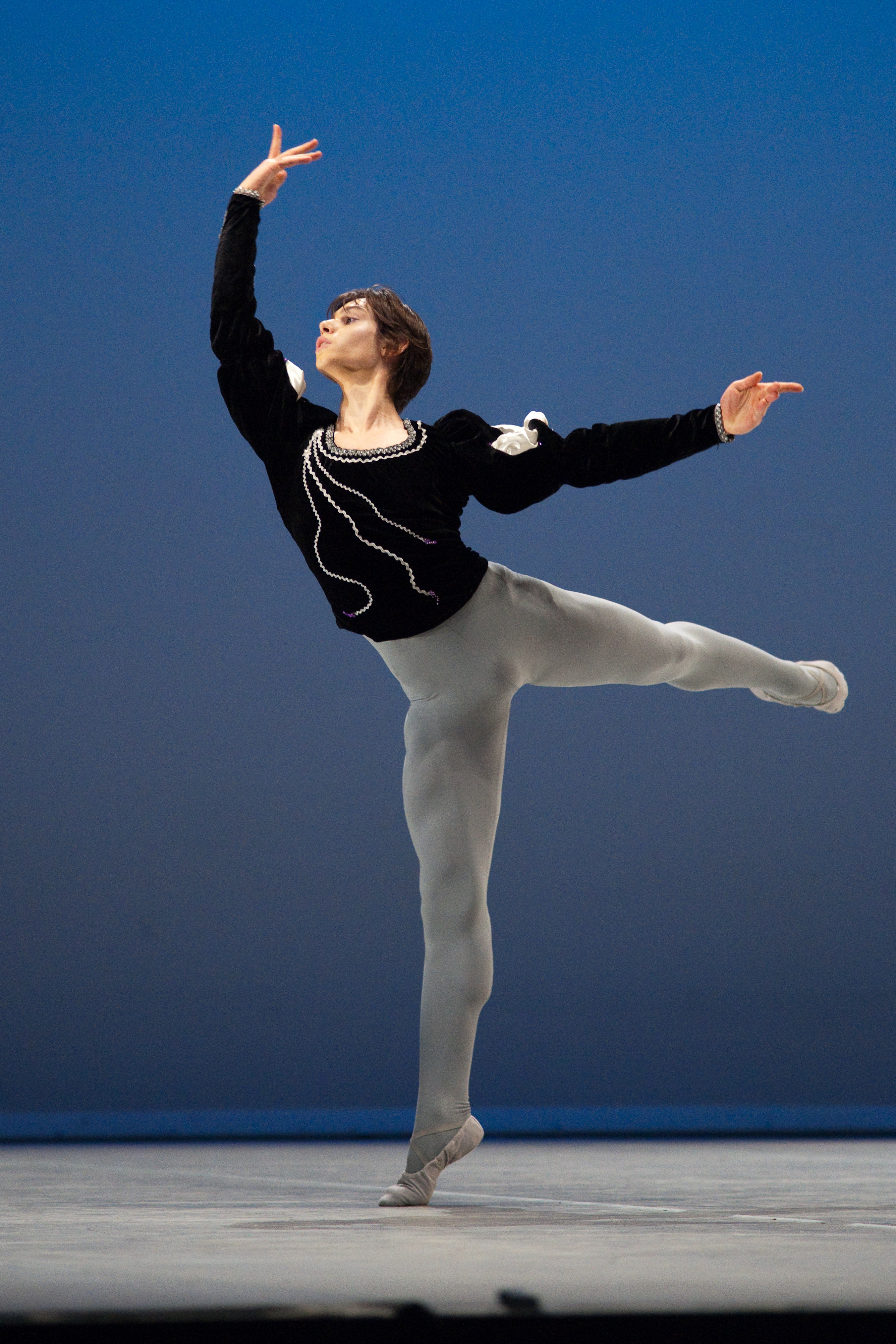
Balletttänzer in blickdichter Strumpfhose, 2010.

Zusätzlich werden Strumpfhosen produziert, die speziellen Bedürfnissen entgegenkommen. Beispiele dafür sind:
- Für Schwangere mit verstellbarem oder über dem Bauch endendem Bund, welche den Bauch auch stützen können
- Hüftstrumpfhosen mit niedrigerem Höschenteil, die unter Hüfthosen und -röcken getragen werden können, ohne dass der Bund der Strumpfhose sichtbar wird
- Herrenstrumpfhosen
- Skistrumpfhosen, welche innen mit Frottee versehen sind
- Sommerstrumpfhosen in sehr dünnen DEN-Stärken und oft ohne Zehenverstärkung für offene Schuhe
- Ouvert-Strumpfhosen mit offenem Schritt
- „Over Boot“-Strumpfhose mit offenen Sohlen, welche über die Schuhe oder Stiefel (englisch: Boot) im Eislauf gestülpt werden oder auch wahlweise als Leggings getragen werden können

## Verwendungen
Die Verwendungen werden neben persönlichem Komfort und Art der Strumpfhose auch vom pragmatischen Zweck und der aktuellen Mode mitbestimmt. Es ist nicht ungewöhnlich, sie zusammen mit anderen Hosen zu tragen. Z. B. tragen Balletttänzer auf der Bühne spezielle Tangas darunter, welche die Konturen verschleiern, während Balletttänzerinen das Höschenteil ihres Trikots über ihren weniger blickdichten Strumpfhosen tragen. Im privaten Bereich wird dies aus ästhetischen Gründen bei Bodysuits und wegen des glatten Materials auch bei Shapeware empfohlen. Manche bevorzugen zusätzliche Unterhosen als erste Lage. Sie alleine unter Röcken zu tragen kann ein rein ästhetischer Entschluss sein oder auch um Vaginale Pilzinfektionen zu vermeiden. Insbesondere wenn der Zwickel aus Baumwolle ist. Es konnte jedoch nicht nachgewiesen werden, dass vaginale Pilzinfektionen durch enge oder nicht aus Baumwolle bestehende Unterwäsche ausgelöst werden.
Zu den Verwendungszwecken gehören:
- Ein besonderes Erscheinungsbild
- Verstecken von körperlichen Unvollkommenheiten wie Hautunreinheiten, Teint, blaue Flecken, Narben, Cellulite, Härchen und Krampfadern
- Vermindern des Scheuerns zwischen Füßen und Schuhen oder auch der Oberschenkel
- Zusätzliche Wärme
- Nylonstrumpfhosen in Haut- oder Grautönen oder in Schwarz als Dresscode in konservativen Branchen und Behörden[44]

### Weitere Einsatzzwecke
In früheren Jahren konnte ein kaputter Keilriemen durch einen Damenstrumpf bzw. eine Feinstrumpfhose ersetzt werden, belegt ist dies beispielsweise für den VW Käfer oder den Trabant. Bei modernen Fahrzeugen ist dies aber nicht mehr möglich.

## Kritik
- Strumpfhosen werden von einigen Personen als unkomfortabel wahrgenommen. So werden Strumpfhosen für breite Beine kaum angeboten und verfügen selbst dann über einen taillenhohen Bund, der seinen Halt erst auf der Hüfte findet.[46]